# Металкор
Металкор (англ. Metalcore) — гибридный музыкальный жанр, находящийся на стыке экстремального метала и хардкор-панка и объединяющий в себе их элементы. Название представляет собой словослияние названий двух образующих его жанров.
Металкор появился во второй половине 1980-х годов, когда такие группы, как Agnostic Front и Cro-Mags, выделившие себя из кроссовер-трэш-сцены, и исполнители второй волны хардкора Hogan’s Heroes, Converge, Hatebreed, Earth Crisis и Snapcase, начали экспериментировать с более тяжёлым звуком, добавляя в свою музыку элементы экстремального метала. Отмечается также влияние альтернативной музыки или пост-хардкора. В начале 2000-х годов исполнители второй волны металкора испытывали на себе влияние эмо и поп-музыки. От хардкора металкор перенял брейкдауны и скриминг, а от метала — скоростную игру на ударных (в том числе и бласт-биты) и тяжёлые техничные гитарные риффы.
Ранний металкор находился под влиянием субкультуры хардкор-панка, а значит, его исполнители придерживались главных идеологий панк-движения — социальная и политическая свобода, стрэйт эйдж, DIY. До конца 1990-х жанр преимущественно находился в андеграунде. Серьёзный коммерческий успех пришёл к металкору в первой половине 2000-х годов, когда такие группы, как Killswitch Engage, Shadows Fall, Bullet for My Valentine, As I Lay Dying, All That Remains и Avenged Sevenfold, вышли за пределы своей субкультуры и попали в мейнстрим. Металкор пришёл на смену ню-металу, и в настоящий момент является самым популярным и успешным в коммерческом плане жанром на метал-сцене. Также наряду с мелодичным хардкором и пост-хардкором металкор является одним из самых успешных ответвлений хардкора.
Металкор оказал значительное влияние на развитие панк-метал-музыки и поджанров хардкора в 2000-х годах. Также среди поклонников и исполнителей жанра образовалась металкор-субкультура.

## История

### Предшественники жанра и формирование (1980-е — начало 1990-х)

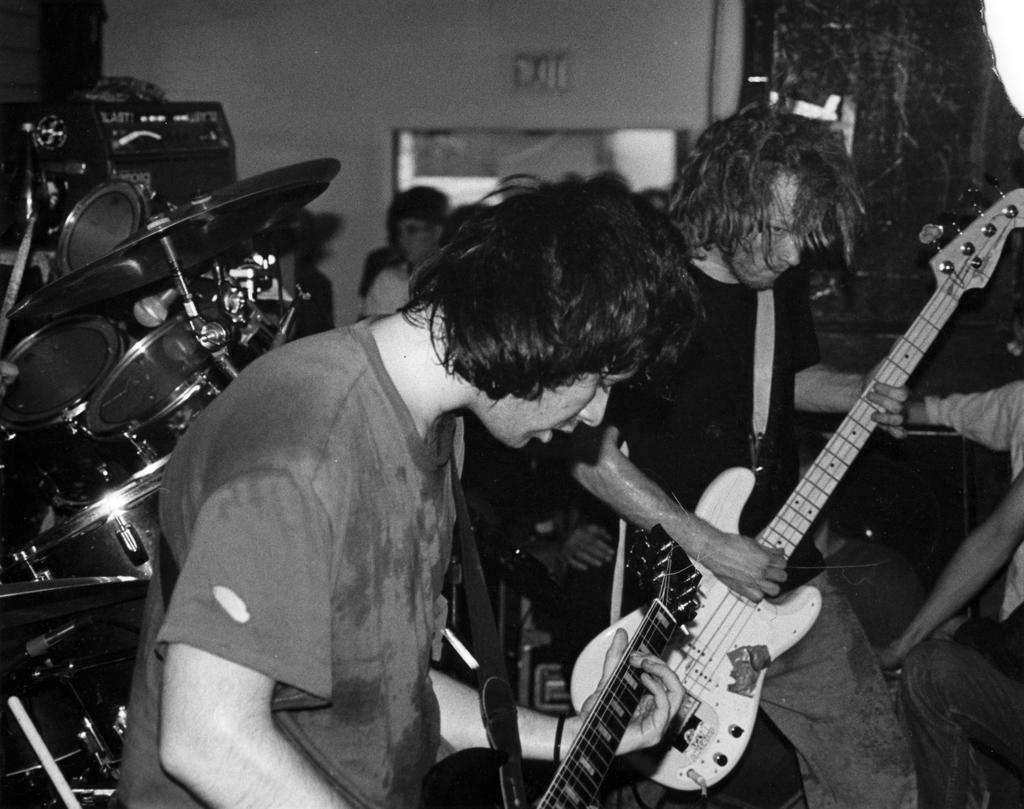
Corrosion of Conformity оказали значительное влияние на кроссовер-трэш.

У истоков жанра стояли хардкор-панк и трэш-метал, которые, благодаря ряду хардкор- и метал-групп, экспериментировавших с звучанием этих жанров, смешивались друг с другом, создавая новый уникальный стиль.
Первые комбинации метала и хардкора стали появляться в ранних 1980-х, когда такие трэш-метал-группы, как Slayer и Metallica начали добавлять в свой привычный стиль элементы хардкора, например, скоростные риффы и партии ударных. С другой стороны родоначальники хардкора Black Flag и Bad Brains, а также британские группы стрит-панка Discharge и The Exploited в свою очередь черпали вдохновение в метале. Тем не менее, панк и метал оставались отдельными течениями в первой половине 1980-х годов.
В 1986 году, когда иссякла первая волна хардкора, он окончательно слился с трэш-металом, образовав новый гибридный стиль кроссовер-трэш, который под влиянием youth crew стал более радикальным. Полученный новый жанр объединил трэш-метал с такими элементами хардкора, как партии скриминга и брейкдауны. В том же самом году американская кроссовер-трэш-группа Agnostic Front выпустила альбом Cause of Alarm, ставший значимым шагом в эволюции от хардкора к металкору. Наконец, в конце 1980-х и начале 1990-х началась вторая волна хардкора, получившая название новая школа или нью-скул (англ. New School). Исполнители второй волны Hogan's Heroes, Converge, Hatebreed, Earth Crisis и Snapcase испытывали на себе ещё большее влияние хеви-метала. Примерно в это же самое время метал-группы, такие как Sepultura и Pantera начали экспериментировать с элементами хардкора. Оба этих независимых друг от друга движения заложили основу для развития нового музыкального жанра, получившего название «металкор». Испытывая на себе влияние хардкор-групп Black Flag, Agnostic Front и Cro-Mags (последние две также ассоциируются со становлением металкора), трэшкор-групп D.R.I. и Suicidal Tendencies и экстремальных групп Death и Entombed, металкор стал окончательным связующим звеном между хардкором и тяжёлым металом.

### Пребывание в андеграунде: металлический хардкор (1990-е)
Earth Crisis, Converge и Hatebreed брали многое от хардкор-панка и дэт-метала. Первой группой, начавшей исполнять настоящий металкор, считается Earth Crisis. Коллектив начал свой творческий путь в 1989 году в городе Сиракьюс, штат Нью-Йорк, как хардкор-группа, постепенно привнося в свою музыку элементы тяжёлого метала. В 1995 году группа выпустила, как считают многие, первый настоящий металкор-альбом Destroy the Machines. Он получил смешанные отзывы среди критиков и поклонников группы, однако звучание альбома распространилось в индустрии метала, и побудило к образовыванию новых групп, играющих металкор. Наряду с Earth Crisis влиятельными группами той поры также были Coalesce, Overcast, Biohazard, Converge, Botch и The Dillinger Escape Plan. Вместе они сформировали первую волну металкора.

«Вместе с ключевыми записями от Dillinger Escape Plan и Botch Give Them Rope — это андеграундный этап, который помог проложить путь для того, что вскоре было названо „металкором“. Рискуя звучать слишком упрощённо — слишком поздно! — металкор был естественной последовательностью, где встретились экстремальный метал и хардкор, но с быстро растущими временными отметками, что, однако, чувствовалось более агрессивным». Оригинальный текст (англ.)Along with key records by Dillinger Escape Plan and Botch, Give Them Rope is an underground milestone that helped pioneer what was soon called "metalcore." At the risk of sounding too reductive — too late! — metalcore was the natural progression where extreme metal and hardcore met, but with spiraling time signatures that somehow felt more aggressive.
— Ларс Готрих об альбоме Give Them Rope 1997 года от группы Coalesce.

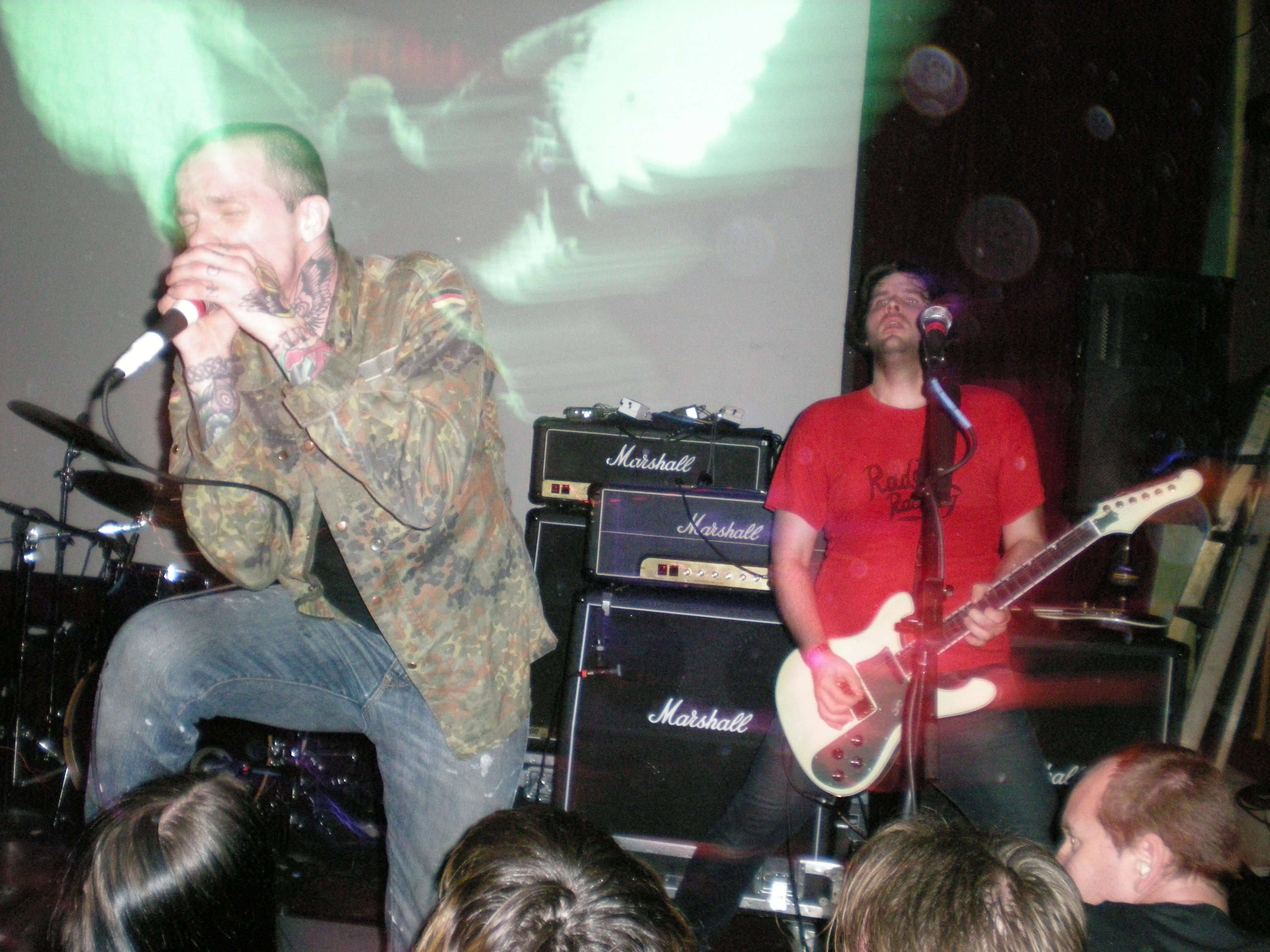
Converge — одна из групп первой волны металкора.

Исполнители первой волны металкора в своих песнях использовали в основном скриминг и практически полностью избегали чистого вокала. Каждая группа имела своё уникальное звучание, но их объединяли несколько ключевых атрибутов: тяжёлые рифы метала, эстетика хардкора и чувствительность альтернативного рока и пост-хардкора. В 1997 году резко возросло внимание к металкору со стороны прессы, что привлекло целое поколение молодёжи к жанру. Несмотря на рост числа исполнителей металкора и тот факт, что к середине десятилетия он стал самым распространённым течением на хардкор-сцене, жанр в 1990-е оставался в андеграунде, где он пробыл до начала 2000-х. Во многом на это повлияла тесная связь металкора с хардкор-панком, философия которого негативно воспринимала коммерциализацию музыки и поддерживала обособление от мейнстрима.
Металкор того времени находился под серьёзным влиянием хардкор- и панк-субкультуры, песни этого жанра были политизированы и соответствовали обычной тематике хардкора, а многие исполнители были сторонниками таких философий панка, как DIY, хардлайн и Straight Edge. Более того даже с музыкальной точки зрения жанр был ближе к хардкору, чем к металу, поэтому иногда его именовали как металлический хардкор (англ. Metallic hardcore).
Альбом Converge Jane Doe, вышедший в 2001 году, считается вершиной металлического хардкора и одним из самых высокооценённых альбомов металкора: так, журнал Terrorizer назвал его лучшим альбомом 2001 года, Noisecreep и Sputnikmusic назвали его величайшим альбомом десятилетия, Decibel — величайшим метал-альбомом десятилетия, Loudwire назвали альбом величайшим металкор-альбомом всех времён, а Kerrang! также назвали его одним из величайших металкор-альбомов всех времён.

### Предпосылки коммерческого успеха: появление мелодичного металкора (начало 2000-х — 2004)
Во второй половине 1990-х годов наиболее популярным и коммерчески успешным стилем тяжёлого метала оставался ню-метал. Однако к началу нового десятилетия его популярность резко пошла на спад, что привело к коммерческому кризису на метал-сцене. В то время самыми тяжёлыми группами, играющими на радио и MTV, были Nickelback и Trapt. Металкор воспользовался возможностью занять новую, пока пустующую нишу в тяжёлом метале, которая понравилась бы слушателям. После падения популярности ню-метала многие его группы распались, либо в поисках новой коммерческой жилы сменили свой стиль и начали играть металкор. Так, например, в 2003 году распалась ню-метал группа Jeff Killed John, участники которой в том же самом году образовали новую металкор-группу Bullet for My Valentine. Также в начале нового тысячелетия жанр попал под влияние достигнувшего к тому времени пика своей популярности эмокора. Исполнители в большей степени переключили тематику песен на личные проблемы человека, а также стали использовать в песнях чистый и эмоциональный вокал. Также в начале 2000-х начали появляться и становиться популярными поджанры и производные стили металкора: маткор, дэткор и мелодичный металкор. Растущая популярность металкора не обошла стороной и Россию — в начале нового тысячелетия на российской сцене стали появляться первые металкор-группы: Stigmata и Amatory.

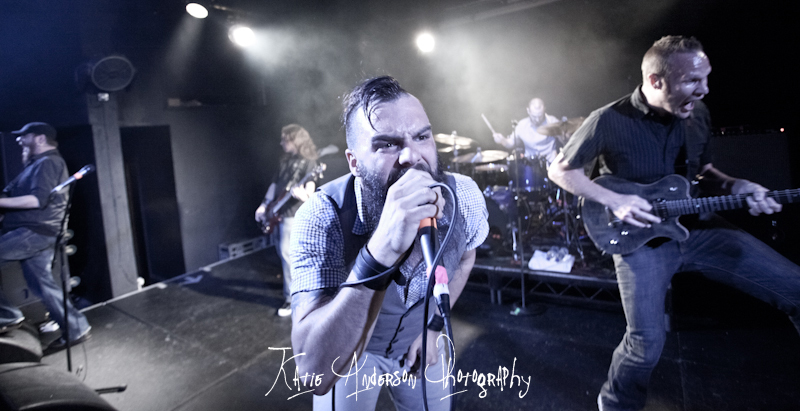
Killswitch Engage принесли металкору первый коммерческий успех.

В то время как композиции жанра металкор по-прежнему не имели крупной поддержки со стороны радио, он стал самым популярным стилем тяжёлого метала 2000-х годов. Коммерческий успех металкора в 2000-х во многом был создан благодаря стараниям таких групп, как Killswitch Engage, Bleeding Through, Unearth и God Forbid. Эти коллективы набрали популярность, основываясь на прообразе металкора и добавляя более приятные слушателю спетые чистым вокалом припевы.
Killswitch Engage считается самой успешной в коммерческом плане группой в истории металкора. Коллектив выпустил в 2000 году дебютный одноимённый альбом, который не достиг коммерческого успеха и не попал в чарты, однако смог обратить внимание и на группу, и на сам металкор со стороны Roadrunner Records, одного из влиятельных лейблов в метал-индустрии. Майк Гиррет, творческий менеджер Roadrunner Records, прокомментировал:

«Чувствовалось, что это было что-то, коснувшееся классического метала, но протянуло его через хардкор и создало нечто довольно новое и абсолютно захватывающее. Как только музыка стала проигрываться в офисе, сразу же возникло ощущение „Боже… это бесподобно!“ по этому поводу».Оригинальный текст (англ.)The feeling was this was something that touched upon classic metal, pulls it up through hardcore, and creates something fairly new and completely exciting. When their music started circulating around the office, there was an immediate 'Holy ... this is great!' feeling about it.

В 2004 году группа выпустила третий альбом The End of Heartache, представляющий собой смешение экстремального тяжёлого метала, хардкора и успокаивающих мелодий. Одноимённая песня была номинирована на премию «Грэмми» в категории «Лучшее метал-исполнение». Killswitch Engage со своим третьим альбомом дали поклонникам коммерческого метала именно то, что они хотели. Успехи Killswitch Engage вдохновили на появление множество новых металкор-групп. Так, в начале 2000-х годов появилась целая волна её последователей в лице таких групп, как Bullet for My Valentine, As I Lay Dying, Avenged Sevenfold, Heaven Shall Burn, Maroon, Trivium, Underoath, Alesana, Adept, Architects, The Devil Wears Prada, Parkway Drive и Bury Tomorrow. Новые группы Alesana, Bullet for My Valentine и Avenged Sevenfold стали использовать ещё больше элементов поп-музыки и эмо в металкоре. Благодаря приятному чистому вокалу и текстам песен, но в то же время агрессивному экстремальному вокалу, тяжёлым риффам, бласт-битам и брейкдаунам, эти группы смогли породить интерес к жанру как среди поклонников эмо, так и среди слушателей метала и хардкора. Благодаря мелодичности и более приятному для слушателя звучанию, вторую волну металкора охарактеризовали как мелодичный металкор (англ. Melodic metalcore).

### Прорыв мелодичного металкора в мейнстрим (2004 — н. в.)
В 2004 году альбомы The End of Heartache, The War Within и The Curse, записанные группами Killswitch Engage, Shadows Fall и Atreyu соответственно, впервые попали в американский чарт альбомов Billboard 200. В следующем году валлийская металкор-группа Bullet for My Valentine выпустила дебютный альбом The Poison, который был продан тиражом в 1,2 миллиона экземпляров по всему миру. Песня «Tears Don't Fall» стала хитом и выиграла премию Kerrang! за лучший сингл. В 2007 году As I Lay Dying выпустили альбом An Ocean Between Us, ставший очень успешным: было продано более 39 500 экземпляров альбома, а сам диск занял место в десятке шести хит-парадов Billboard, причём в чартах Top Hard Rock Albums и Top Rock Albums он занял первое место. В 2008 году песни «Nothing Left» из An Ocean Between Us и «Redemption» от Shadows Fall были номинированы на премию «Грэмми» в категории «Лучшее метал-исполнение». Сингл с песней «Two Weeks» группы All That Remains занял девятую позицию в хит-параде Mainstream Rock Tracks.

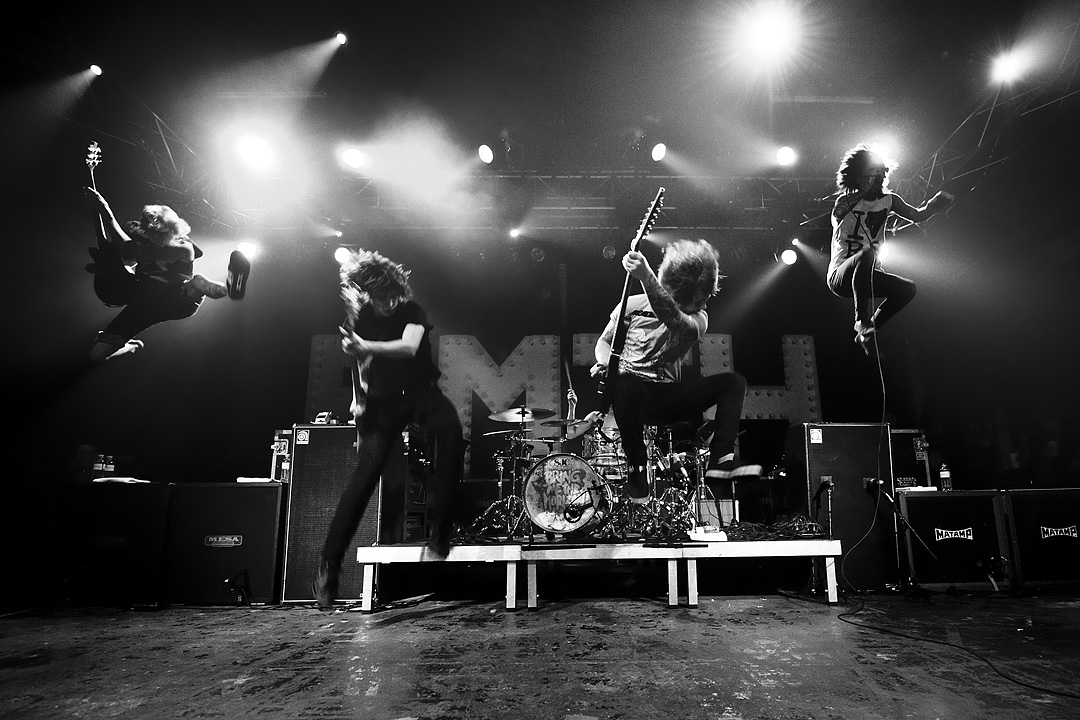
Bring Me the Horizon.

В 2008 году британская группа Bring Me the Horizon выпустила второй альбом Suicide Season, на котором коллектив отошёл от дэткора в сторону металкора, что принесло альбому больше успеха, чем было у его предшественника. В частности, в американском чарте Top Heatseekers альбом занял второе место. После успеха Suicide Season Bring Me the Horizon продолжили записывать материал в жанре металкор. Однако новый музыкальный стиль группы всё равно находился под влиянием дэт-метала, грайндкора и эмо. Следующий альбом группы, вышедший в 2010 году, под названием There Is a Hell, Believe Me I’ve Seen It. There Is a Heaven, Let’s Keep It a Secret стал самым быстропродаваемым альбомом в истории группы и одним из самых быстропродаваемых метал-альбомов в США, где в первую неделю после выхода альбома было продано 20 200 экземпляров.
Примеру Bring Me the Horizon последовала и американская дэткор-группа Chelsea Grin. На своём альбоме Ashes to Ashes коллектив совмещал элементы мрачного дэткора с металкором. Мэтт Крэйн из журнала Alternative Press причислил Chelsea Grin к ряду перспективных групп (наряду с Memphis May Fire, Bring Me the Horizon, Beartooth и т. д.), за которыми стоит будущее жанра. Некоторые издания уже полноценно причисляют Chelsea Grin к исполнителям металкора.
В настоящее время[какое?] металкор по-прежнему остаётся одним из самых популярных поджанров метала, даже несмотря на критику со стороны некоторых фанатов андеграундных направлений. В подавляющем большинстве случаев под словом «металкор» подразумевают именно современный мейнстримный металкор. Этот термин также тесно связан с мейнстримным пост-хардкором, скримо и электроникором.

## Металкор за пределами США: региональные сцены и лейблы
Российские металкор-группы
С ростом популярности металкора в первой половине 2000-х годов жанр вышел за пределы США и распространился по всему миру. Так, например, в Канаде металкор-сцена представлена такими группами, как Protest the Hero, The Agonist, Blessed by a Broken Heart, Buried Inside, Cancer Bats, The End, Ion Dissonance, Threat Signal и т. д. Дистрибуцией релизов этих коллективов в основном занимаются лейблы Vagrant Records и Century Media Records. Также металкор получил распространение в Европе: на известном лейбле Nuclear Blast издаются немецкие группы Caliban, Callejon, Neaera, Maroon и Heaven Shall Burn. На шведской сцене металкора стоит выделить группу Adept, издающуюся на лейбле Napalm Records. Коллектив Chunk! No, Captain Chunk! был образован во Франции и по настоящее время издаётся компанией Fearless Records. В Уэльсе существует группа Bullet for My Valentine. Английские коллективы Bring Me the Horizon и Architects, а также австралийские Parkway Drive и I Killed the Prom Queen издаются на лейбле Epitaph Records. Помимо этих коллективов Epitaph занимается распространением многих других групп металкора внутри и за пределами США. В Азии отдельные региональные сцены наблюдаются в Малайзии и Японии. Даже в странах Африки, таких как Нигерия, ЮАР, Кения, Мадагаскар, Ангола, Мозамбик и так далее, имеются местные региональные сцены металкора.
Металкор также получил распространение в России. Среди групп российской сцены металкора стоит отметить Stigmata, Amatory, Rashamba, Challenger и The Korea. Первые два коллектива издаются на лейбле звукозаписи Капкан Records. Расцвет металкора в России произошёл в 2007 году, в том же самом году, на который пришёлся пик популярности субкультуры эмо в этой стране. Однако к настоящему моменту популярность металкора в России спала. Распространённый в России интернет-мем «Верни мне мой 2007-й», пропитанный ностальгией по ушедшей популярности эмо, может также быть отнесён к металкору. Отвечая на вопрос о возможном возрождении металкора в России, участники коллектива Challenger пояснили: «Популярность не вернется. Раньше слушать металкор было модно. Это как человек, который меняет старый автомобиль на новую марку, а есть тот, кого устраивает старая отреставрированная модель, классика. Кто-то гонится за модой, а кто-то делает для души, как мы».

## Музыкальная характеристика
Металкор представляет собой смешение элементов хардкор-панка и тяжёлого метала. В отличие от других гибридных жанров панк-метала, к примеру, кроссовер-трэша, металкор испытал на себе большее влияние экстремального тяжёлого метала. В частности, от него он перенял энергичную игру на кардане, называемую бласт-битом. Металкор совмещает в себе элементы хардкора, такие как скриминг и брейкдауны, с гитарными риффами, соло, техничным исполнением и пониженными гитарными строями от таких экстремальных течений метала, как дэт-метал и трэш-метал.
На ранних металкор-релизах, как правило, использовались исключительно экстремальные подвиды вокала — скриминг (причём, использовался как основная манера пения) и гроулинг. Однако всё больше современных групп используют в своих песнях строчки или даже куплеты с припевами, спетые эмоциональным чистым вокалом. Во многом эта манера появилась из-за влияния эмокора на жанр. Немногие группы используют харш и гуттурал в своих песнях. Среди исполнителей металкора также имеются коллективы с женским экстремальным вокалом: The Agonist, In This Moment, Eyes Set to Kill, Jinjer, Walls of Jericho, Oathbreaker, Straight Line Stitch, Expellow и др.
Так как первоначально сцена металкора формировалась вокруг хардкор-панка, то и корни идеологии металкора находятся в этом жанре. В основном исполнителями из хардкор-панка была взята идеология стрэйт эйдж и социополитическая тематика, но были и исключения вроде Integrity и Converge. Свою лирику Converge базировали на личных переживаниях и неудавшейся любви. Позже в результате влияния со стороны эмокора такая тенденция вошла в мейнстрим среди металкор-групп в коммерчески успешных 2000-х годах. Участники российской металкор-группы Challenger так описали жанр:

«Получилась теплая и хорошая музыка, о которой метал 80-х — 90-х не имел понятия, например, можно петь о чувствах к девушке. Металкор дал мотивацию петь о каких-то позитивных вещах. Например, любовь к богу. Раньше метал был музыкой протеста и не позволял это сделать, был как панк-рок, а сейчас адаптировался под общество. Теперь люди спокойно ходят на работу и играют метал по вечерам».

Также в тематике песен металкора очень распространено христианство. Такие группы, как The Devil Wears Prada, As I Lay Dying, August Burns Red, Texas in July, Oh, Sleeper и Norma Jean совмещают в своём творчестве христианский метал и христианский хардкор. В отличие от экстремального метала песни металкора более позитивные с меньшим оттенком жестокости в лирике.

## Влияние и восприятие жанра
Группы, играющие металкор, по-разному находятся под влиянием хардкор-панка и метала. Так, например, ранние группы металкора Shai Hulud, Judge, Born, Integrity, Hogan’s Heroes, Deadguy и Earth Crisis, вышедшие из панк-сцены, в своём музыкальном стиле больше склонялись к хардкору. Современные же группы мейнстрим-металкора — Killswitch Engage, Underoath, All That Remains, Trivium, As I Lay Dying, Bullet for My Valentine, I Killed the Prom Queen и The Devil Wears Prada, в большей степени находятся под серьёзным влиянием метала.

«Я и мои друзья всегда ссылались на них, как на „металкор“, потому что это не было чистым хардкором и это не было чистым металом. Это было похоже на утяжелённую хардкор-группу с этикой и позицией хардкора, но с очевидным влиянием метала». Оригинальный текст (англ.)My friends and I would always refer to them as 'metalcore' because it wasn't purely hardcore and it wasn't purely metal. It was like a heavier hardcore band with hardcore ethics and attitude but clearly a metal influence.
— Мэтт Фокс, гитарист Shai Hulud, о таких группах, как Born, Integrity, Deadguy и Earth Crisis
По мнению MTV, бразильская метал-группа Sepultura оказала влияние на становление металкора, создав для него почву. Другая влиятельная группа Pantera в своё время вдохновляла такие группы, как Trivium, Atreyu, Bleeding Through и Unearth. После появления металкор испытывал на себе влияние ряда направлений хардкор-панка: трэшкора, youth crew и кроссовер-трэша, а также со стороны экстремального метала: дэт-метала, трэш-метала, грув-метала, мелодик-дэта и готик-метала. В конце 1990-х годов прослеживалось влияние пост-хардкора, гранжа и альтернативного рока. В начале 2000-х металкор попал под влияние эмо, что коренным образом изменило жанр. Влияние эмокора отслеживалось практически везде: тематика песен стала затрагивать личные проблемы и переживания человека, в песнях новые металкор-группы начали использовать эмоциональный чистый вокал, среди исполнителей и поклонников появилась мода на причёски и элементы одежды из эмо-субкультуры. Также в то же самое время на жанр повлияла поп-музыка.
Металкор смог разрешить коммерческий кризис, который возник на сцене тяжёлого метала после того, как популярность ню-метала резко пошла на спад. Более того металкор снова обратил внимание слушателей на каноничные звуки трэш-, дэт- и блэк-метала, забытые во время эпохи ню-метала, а также дал шанс относительно неизвестным исполнителям хардкора проявить себя в новом ставшем популярным жанре.
Росс Хаенфлер раскритиковал металкор, назвав слияние метала и хардкора проблемой, которая только усилила негативные и жестокие тенденции, и так представленные на хардкор-панк-сцене. Жанр был охарактеризован, как звук негативности, в том смысле, что он передаёт негативные социальные ценности и что коммерциализованный, продажный звук разрушил аутентичность металкор-субкультуры. Анализ сцены, проведённый Хаенфлером, подтвердил, что большинство молодых членов субкультуры не имеют ни малейшего представления о позитивных сторонах хардкора и youth crew и знают только о современном, самом негативном воплощении хардкор-сцены — металкоре. По этой же причине, современный металкор получает критику со стороны приверженцев позитивного хардкора. Более того в своей книге «Straight Edge: Hardcore Punk, Clean Living Youth, and Social Change» Хаенфлер предположил, что успех таких жанров, как металкор, эмо и инди-рок, затмил успех других стилей и течений и не дал таким движениям, как DIY и Straight Edge, получить должного внимания.

## Поджанры и производные стили
В середине 1990-х целый ряд музыкальных групп, таких как Converge, Botch, The Dillinger Escape Plan, Neurosis, Deadguy, Cave In, Today Is the Day, Coalesce, Candiria и Psyopus, начал экспериментировать c металкором, добавляя в него элементы мат-рока и грайндкора. Так получился новый музыкальный жанр, получивший название маткор (англ. Mathcore). Сам термин был придуман по аналогии с мат-роком. Некоторые группы, такие например как Fear Before добавляют в свою музыку множество прогрессивных элементов.
В начале 2000-х начала формироваться вторая волна групп металкора. Отличительным признаком этих коллективов, был намного более сильный упор на мелодичность музыки и заметное родство с группами пост-хардкора. Основной базой для этого послужило смешение металкора с мелодичным дэт-металом, преимущественно шведской сцены вроде таких групп, как At the Gates, Arch Enemy, In Flames и Soilwork, и в некоторых случаях эмо. Результатом подобного слияния жанров стал мелодичный металкор (англ. Melodic metalcore). Большинство групп мелодичного металкора исполняют основные вокальные партии чистым вокалом. Согласно статье в журнале Revolver, мелодичный металкор — это привнесение типичных клише метала 1980-х в современный хардкор.

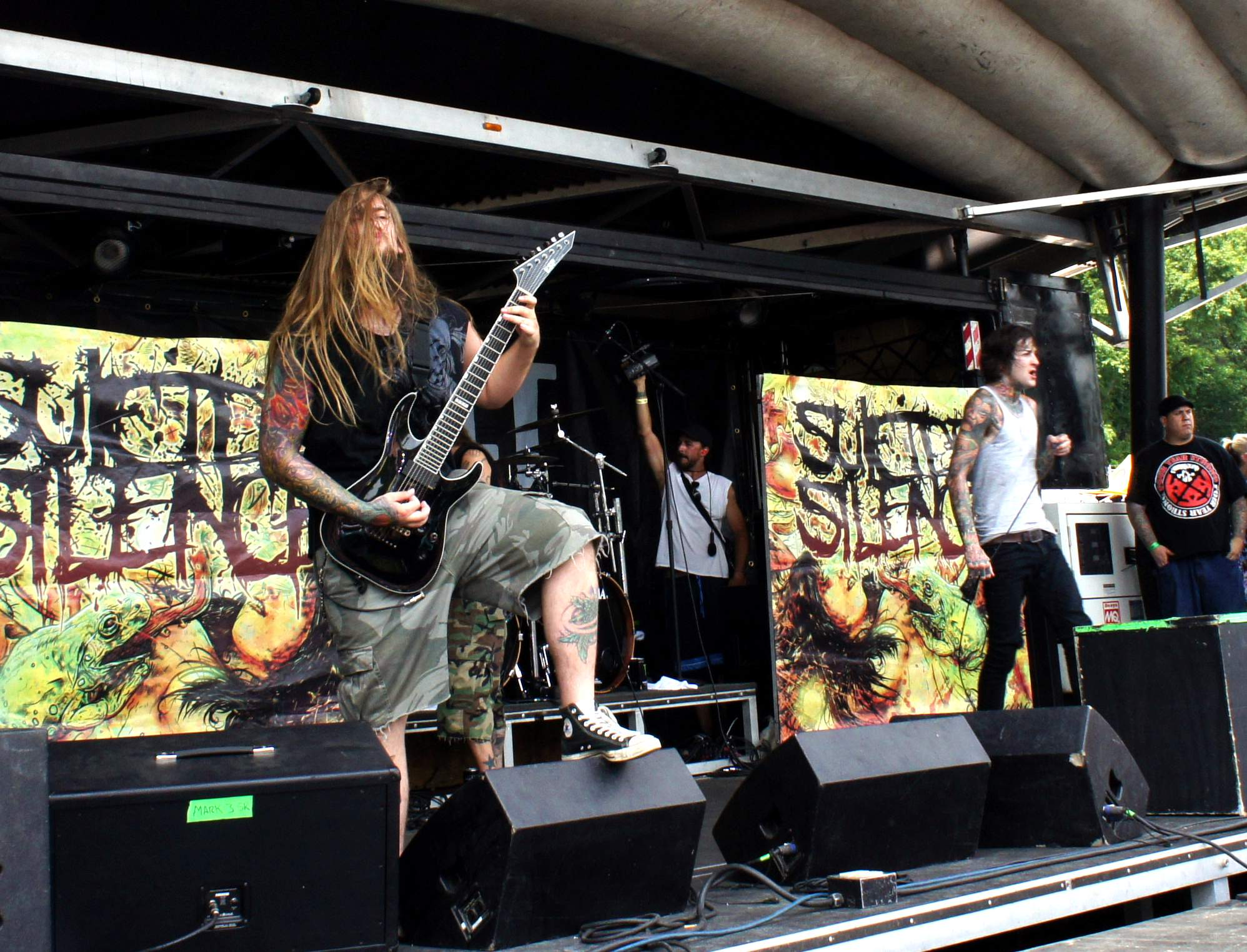
Suicide Silence — одна из самых известных групп дэткора.

С ростом популярности металкора, некоторые черты последнего проникли в дэт-метал. Группы Maroon, Heaven Shall Burn, The Red Chord, Whitechapel, Suicide Silence, Carnifex, All Shall Perish, Salt the Wound и Job for a Cowboy объединили металкор и дэт-метал и получили новое музыкальное течение — дэткор (англ. Deathcore). В данном поджанре скоростные ударные (в том числе бласт-биты), низко настроенные гитары, тремоло и гроулинг от дэт-метала сочетается со скримингом, мелодичными риффами и брейкдаунами от металкора. По заявлению журнала Decibel, наработки группы Suffocation послужили основой для появления дэткора. Из-за большей агрессивности и меньшей мелодичности дэткор пользуется меньшей популярностью, чем металкор, поэтому среди дэткор-групп наблюдается тенденция менять свой стиль в пользу более коммерчески успешного металкора.
Целый ряд групп, к которым можно отнести All Shall Perish и Onward to Olympas, экспериментировал с дэткором, добавляя в него элементы маткора, мелодик-дэта, прогрессивного метала и металкора. От подобного смешения появился ещё один музыкальный жанр — мелодичный дэткор. Он характеризуется меньшей брутальностью, чем дэткор, а также в жанре наблюдается использование красивых мелодий.
В начале 2000-х в результате слияния пост-хардкора и электронных течений музыки, таких как транс, техно, драм-н-бейс и дабстеп, образовался электроникор (англ. Electronicore). Годы расцвета нового музыкального жанра пришлись на вторую половину 2000-х — первую половину 2010-х, когда на жанр повлиял уже набравший к тому времени большую популярность металкор. Такие группы, как Asking Alexandria и We Butter the Bread with Butter совмещали в своём стиле брейкдауны и скриминг от металкора с секвенсорами и синтезаторами от электронной музыки.
В конце 1990-х стараниями пост-хардкор-группы Horse the Band, экспериментировавшей с такими жанрами, как электроник-рок, металкор, нойз, хардкор-панк и 8-битная музыка, был создан ещё один поджанр электроник-рока — нинтендокор (англ. Nindendocore). Влияние металкора на стиль наблюдается в использовании скриминга и брейкдаунов.
В середине 2000-х годов американская поп-панк-группа New Found Glory смешала поп-панк с мелодичным хардкором, получив новый жанр изикор (англ. Easycore). Вскоре такие последователи данного течения, как Chunk! No, Captain Chunk! и A Day to Remember, внесли в него элементы металкора, а именно: экстремальный вокал и брейкдауны.

## Металкор-субкультура

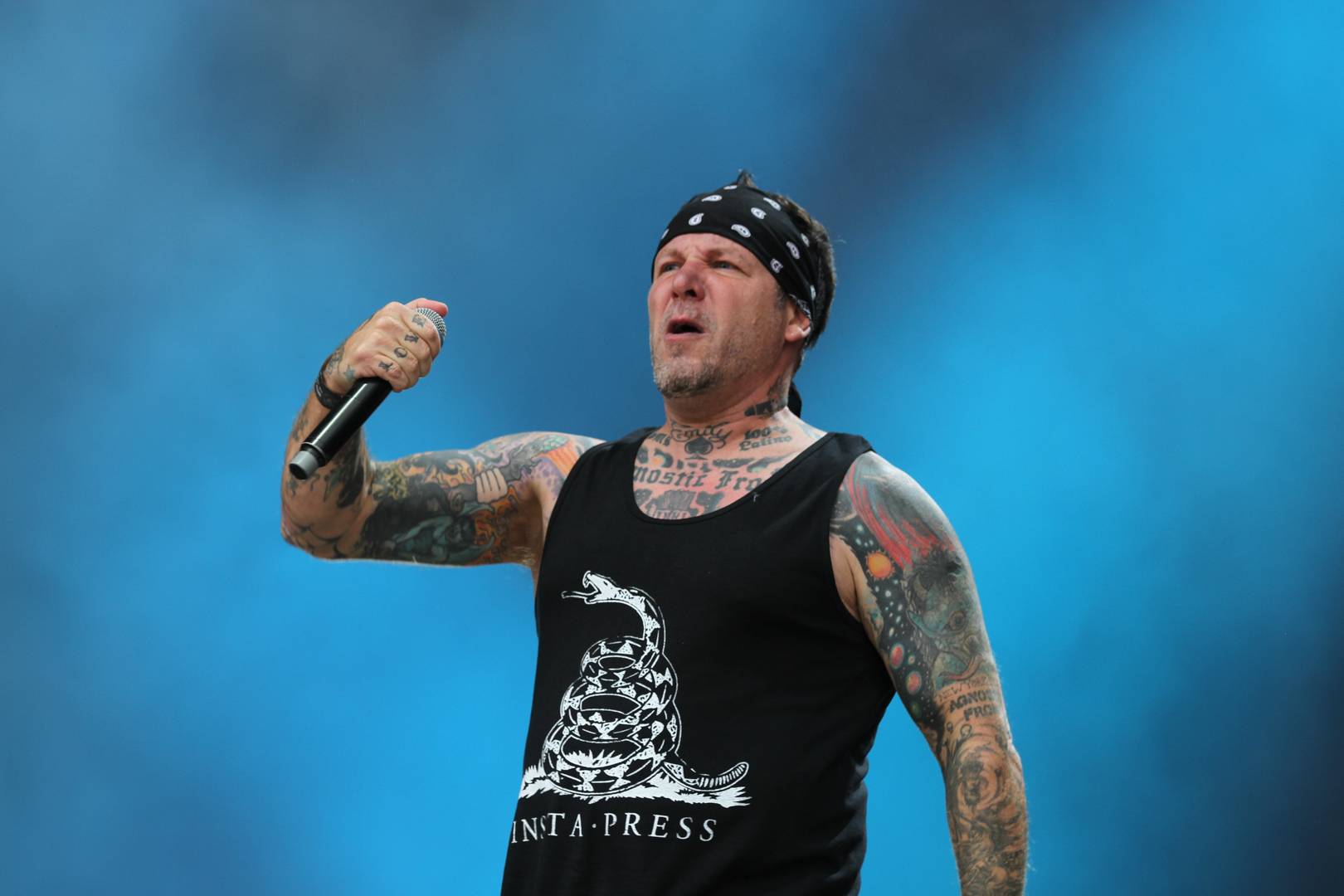
Роджер Мирет — вокалист Agnostic Front.

Наряду с металкором появилась молодёжная субкультура поклонников данного жанра, претерпевшая многочисленные изменения за несколько десятилетий существования жанра. Так, например, в 1980-х годах металкор-субкультура была тесно связана с нью-йоркской сценой хардкора и ассоциировалась с субкультурой скинхедов: бритые головы, ботинки от Doc Martens, подвёрнутые джинсы и подтяжки. Ранняя субкультура металкора была в основном мужской. Женское участие тогда ограничивалось только сопровождением своего парня на концертах и шоу. С эволюцией как музыкального жанра, так и субкультуры корни NYHC-сцены были оставлены позади. К середине 1990-х годов поклонники металкора мужского пола носили очень короткие стрижки, но головы не брили. К элементам одежды относили одноцветные футболки, поношенные и потёртые джинсы. В качестве обуви использовались кроссовки с низким голенищем, в отличие от высоких ботинок скинхедов. Несмотря на то что ботинки тоже встречались среди поклонников жанра, они не носились с подвёрнутыми джинсами. Футболки, как правило, были не чёрного цвета, так как в то время металкор пока ещё был отдалён от субкультур тяжёлых стилей метала, где чёрный цвет был основным. Часто на этих футболках изображались названия групп и логотипы, но не так открыто, как в хэви-метале. Толстовки с капюшонами были предназначены для холодной погоды и были украшены логотипами и названиями различных групп. Они были тёмного цвета, в частности, синими или чёрными, и носились вне зависимости от пола. Примерно в то же время группы стали выпускать одежду, предназначенную для женского пола. Она была меньшего размера и имела несколько отличий от стандартных дизайнов, как например, футболки без рукавов и тонкими лямками. Это позволило девушкам стать более активными и заметными членами металкор-субкультуры.
Боди-арт стал ещё одной особенностью металкор-сообщества с самых ранних лет его существования. Татуировки были широко распространены на нью-йоркской сцене хардкора с середины 1980-х, в частности, с такими группами, как Agnostic Front и Cro-Mags, которые принимали активное участие в становлении металкора. К 1990-м годам полные рукава татуировок можно было встретить на поклонниках и участниках обеих групп. Татуировки зачастую были сделаны с использованием ярких цветов: красного, синего, жёлтого и зелёного. Татуировки фанатов представляли собой строчки из песен, обложки альбомов и даже названия лейблов звукозаписи, тесно связанных с металкор-сценой (например, Victory Records). Татуировки у музыкантов имели более личное содержание и отражали изоляцию и отчаяние, которое они пытались передать через свои песни. Изображения наносились не только на руки, но и на другие части тела — на грудь, спину и ноги, но не на лица. Пирсинг также был широко распространён, но с некоторыми тонкостями. Например, среди мужчин не было принято носить серьги в ушах, вместо них носились тоннели. Среди девушек использовались и тоннели, и серьги. Пирсинг на лице вне зависимости от пола делался на губах, на носу, на щеках и на бровях.
Металкор-группы крайне редко выступали в клубах и барах, если только это не были мероприятия без возрастного ограничения на вход. Вместо этого независимые промоутеры проводили мероприятия в общественных центрах, а иногда даже в заброшенных зданиях, чтобы привлечь молодую аудиторию. Информация о проводимых мероприятиях распространялась на самодельных флаерах или же словесно, что способствовало улучшению коммуникабельности и сплочённости среди сторонников субкультуры. На концертах слушатели не исполняли мош и слэм, как это делали на хэви-метал-концертах. Вместо этого они образовывали круг перед сценой и каждый по очереди выходил в центр и исполнял различные движения, например, топот, вращение руками или кручёные удары ногами. Это помогало поклонникам снискать уважение со стороны других последователей металкор-субкультуры.
После того, как металкор попал под влияние эмо и вырвался в мейнстрим, принципы и требования субкультуры были оставлены позади большинством фанатов и исполнителей. Среди мужчин появилась тенденция носить длинные волосы и чёлки из субкультуры эмо, а также мода на зауженные джинсы, высокие кеды от DC и мерчёвые футболки различных металкор-групп. Также относительно много групп и слушателей потеряли связь с корнями Straight Edge. Многим нет дела до Minor Threat, Youth of Today и прочих пионеров данного движения, более того они могут не любить такие течения, как youth crew и классический хардкор. Подобная тенденция сохраняется и по сей день.
|                                                                  |                                                                            |                                                                            |                                 |                                  |
| The Devil Wears Prada (2009)                                     | Мэтт Кин, Оливер Сайкс (2006) и Кёртис Уард (2008) из Bring Me the Horizon | Мэтт Кин, Оливер Сайкс (2006) и Кёртис Уард (2008) из Bring Me the Horizon | As I Lay Dying (2006)           | Шон Милк из Alesana (2011)       |
|                                                                  |                                                                            |                                                                            |                                 |                                  |
| Максимильян Паули Сокс из We Butter the Bread with Butter (2013) | Денис Шафоростов (2015) и Бен Брюс (2013) из Asking Alexandria             | Денис Шафоростов (2015) и Бен Брюс (2013) из Asking Alexandria             | Сэм Картер из Architects (2014) | Андреас Дёрнер из Caliban (2008) |

## Наиболее значимые релизы
Список ключевых релизов в истории жанра представлен порталом Metal Descent.
| Список релизов    | Список релизов                  | Список релизов | Список релизов                            | Список релизов            |
| ----------------- | ------------------------------- | -------------- | ----------------------------------------- | ------------------------- |
| Исполнитель       | Название                        | Год выпуска    | Лейбл                                     | Рейтинг AllMusic          |
| All That Remains  | The Fall of Ideals              | 2006           | Prosthetic Records                        | Альбом на сайте AllMusic. |
| As I Lay Dying    | The Powerless Rise              | 2010           | Metal Blade Records                       | Альбом на сайте AllMusic. |
| As I Lay Dying    | Frail Words Collapse            | 2003           | Metal Blade Records                       | Альбом на сайте AllMusic. |
| Killswitch Engage | Alive or Just Breathing         | 2002           | Roadrunner Records                        | Альбом на сайте AllMusic. |
| Killswitch Engage | The End of Heartache            | 2004           | Roadrunner Records                        | Альбом на сайте AllMusic. |
| Earth Crisis      | Destroy the Machines            | 1995           | Victory Records                           | Альбом на сайте AllMusic. |
| Overcast          | Reborn to Kill Again            | 2008           | Metal Blade Records                       | Альбом на сайте AllMusic. |
| Poison the Well   | The Opposite of December        | 1999           | Trustkill Records                         | Альбом на сайте AllMusic. |
| Botch             | We Are the Romans               | 2000           | Hydra Head Records                        | Альбом на сайте AllMusic. |
| Unearth           | The Oncoming Storm              | 2004           | Metal Blade Records                       | Альбом на сайте AllMusic. |
| Coalesce          | Functioning on Impatience       | 1998           | Relapse Records                           | Альбом на сайте AllMusic. |
| Converge          | Jane Doe                        | 2001           | Equal Vision Records                      | Альбом на сайте AllMusic. |
| Zao               | Liberate Te Ex Inferis          | 1999           | Solid State Records, Tooth & Nail Records | [ комм. 6 ]               |
| Bleeding Through  | This Is Love, This Is Murderous | 2003           | Roadrunner Records, Trustkill Records     | Альбом на сайте AllMusic. |

## Комментарии
1. 1 2  Эмо и поп-музыка оказали своё влияние на исполнителей второй волны металкора в начале 2000-х годов[1][2].
2. 1 2 3  Converge[17], Botch[англ.][18] и The Dillinger Escape Plan[19] также были влиятельными группами в создании маткора — одного из поджанров металкора. После появления маткора эти группы оставили металкор и остались играть в маткор-жанре.
3. ↑  Полный список металкор-групп, когда-либо издававшихся на лейбле Epitaph Records: A Day to Remember, Alesana, Architects, Bring Me the Horizon, Converge, Escape the Fate, Every Time I Die, Falling in Reverse, The Ghost Inside, I Killed the Prom Queen, Parkway Drive[60].
4. ↑  Харш — разновидность скриминга, представляющая собой высокий и агрессивный хриплый крик.
5. ↑  Трэшкор — ускоренная разновидность хардкора с частыми бласт-битами. Не путать с кроссовер-трэшем.
6. ↑  Альбом не был оценён порталом AllMusic[101] . Отзывы прочих изданий см. ниже:
  - Exit Zine [102]
  - Jesus Freak Hideout [103]